# گابریلا لپوری
گابریلا لپوری (ایتالیایی: Gabriella Lepori) بازیگر اهل ایتالیا است.
از فیلم‌هایی که وی در آن‌ها نقش داشته است، می‌توان به التهاب در حومه شهر، سنبله، ثور، جدی، خانم دکتر زیر لحاف، زیر سن قانونی، سبزه، خوش‌هیکل، به‌دنبال مردی پولدار و من او را خوب می‌شناختم اشاره نمود.